# Политический кризис в Карачаево-Черкесии (1999)
Политический кризис в Карачаево-Черкесии (1999) — острый конфликт, вызванный противоборством двух кандидатов разных национальностей на пост главы Карачаево-Черкесии Владимира Семёнова и Станислава Дерева.

## Прелюдия конфликта
После 1991 года обострилась ситуация на всём Северном Кавказе и в Карачаево-Черкесии в частности. В 1992 году встал вопрос о разделении Карачаево-Черкесии на три части: Карачаевскую автономную область, Черкесский национальный округ и Баталпашинский район. На проведённом 28 марта того же года референдуме население высказалось против разделения республики.
Главой республики оставался бывший первый секретарь Карачаевского райкома, а затем председатель местного облисполкома Владимир Хубиев. Он уверял Москву, что только он сможет сдерживать ситуацию от чеченского сценария, его полномочия продлялись местным парламентом в 1995 году. В 1999 году его полномочия заканчивались, приближались выборы главы республики.

## Главные кандидаты
- Владимир Семёнов — генерал армии, главный военный советник Министра обороны РФ. Ранее занимал пост Главнокомандующего Сухопутными войсками РФ. Карачаевец по отцу, русский по матери.
- Станислав Дерев — с 1997 года мэр Черкесска, столицы Карачаево-Черкесии. Крупный бизнесмен. В конце 80-х годов возглавил фирму «Меркурий», занимавшейся производством водки и разливом минеральной воды. Черкес по национальности.

## Ход событий
Весной 1999 года состоялись выборы главы Карачаево-Черкесии, прошедшие в два тура, 25 апреля и 16 мая 1999 года. Выборы фактически стали катализатором обострения ситуации.
Первый тур выборов прошел относительно спокойно. Во второй тур выборов вышли мэр Черкесска Станислав Дерев, получивший 43,1 % голосов, и бывший главнокомандующий сухопутными войсками РФ генерал армии Владимир Семенов, набравший 17,9 % голосов.
Уже после первого начались террористические акты, обстрелы и поджоги избирательных штабов и активистов избирательных кампаний Дерева и Семёнова. В инцидентах они обвиняли друг друга. Высказывалась версия, что за происходящим стоит глава республики Владимир Хубиев, якобы для того чтобы сорвать выборы.
В ходе подготовки второго тура вступил в действие этнический фактор. Соперничество Семёнова и Дерева всё чаще стало рассматриваться как противоборство «карачаевского» и «черкесского» кандидатов. Сторонники кандидатов обвиняли друг друга, что в случае победы оппонента карачаевцы или черкесы окажутся бесправным меньшинством.
Утром 16 мая, дороги во все районы с компактным проживанием карачаевцев и карачаевцев с русскими, а это большая часть республики, оказались перекрыты милицией и ОМОН, что сделало невозможным попасть на избирательные участки никому, в том числе и наблюдателям. По распоряжению Дерева в Черкесске было закрыто более 60 избирательных участков, хотя позднее усилиями ЦИК голосование в большинстве из них было начато.
По итогам выборов, участие в них приняли 196 тысяч человек (59,4 % зарегистрированных избирателей). Семёнов получил 75,5 % голосов, Дерев — около 18,6 %.
После второго тура выборов сторонники Дерева 17 мая организовали в центре Черкесска бессрочный митинг с требованием отменить сфальсифицированные результаты выборов. Руководителями митинга в Черкесске стали лидеры черкесских национальных организаций. По информации местных наблюдателей, участников митинга привозили из сёл и аулов на специальных автобусах, обеспечивали охраной, питанием, палатками и пр. Жители аула Адыге-Хабль, других черкесских селений и абазинского аула Псыж перекрыли трассы в Пятигорск и Ставрополь.
Руководители митинга в Черкесске заявили, что «черкесы не смогут жить с карачаевцами в одной республике».
Руководство Карачаево-Черкесии оказалось фактически парализовано. Хубиев вылетел в Москву, а премьер-министр КЧР Анатолий Озов встречался с участниками митинга и 18 мая провёл совещание с главами администраций городов и районов республики, однако и это мало помогло.
18 мая заместитель министра внутренних дел РФ Иван Голубев был назначен исполняющим обязанности полномочного представителя Президента РФ в КЧР. Он исключил возможность применения силы, вместе с тем, в республику были введены дополнительные подразделения ОМОН и внутренних войск. 19 мая в КЧР прибыл командующий внутренними войсками МВД РФ генерал-полковник Вячеслав Овчинников.
В тот же день оба кандидата были вызваны в Москву. Было разработано и подписано совместное заявление, где кандидаты обязались разрешить конфликт политическими методами. Но уже на следующий день московское соглашение было фактически сорвано, когда вернувшийся в Черкесск Дерев заявил, что требует либо отмены результатов выборов, либо выделения Черкесии из КЧР. Одновременно он обратился в Верховный суд РФ и ЦИК РФ с просьбой об отмене результатов второго тура выборов.
24 мая во время визита премьер-министра Сергея Степашина в Черкесск глава Карачаево-Черкесии Владимир Хубиев и председатель правительства республики Анатолий Озов подали в отставку. Временным главой правительства КЧР был назначен председатель Народного собрания КЧР Игорь Иванов. После его назначения митинг разошёлся и напряжение несколько спало.
В июле Верховный суд КЧР признал результаты выборов, впоследствии это решение было отменено Верховным судом РФ.
24-25 июля в Карачаевске, Усть-Джегуте, Учкекене и других населенных пунктах республики начались выступления сторонников Семёнова и за 5 дней охватили почти всю Карачаево-Черкесию. 30 июля в центре Черкесска собрался митинг в поддержку Семёнова. Участники акции требовали признать результаты выборов 16 мая и утвердить Семёнова главой республики. Вечером по просьбе Семёнова митинг разошелся.
31 июля сторонники Дерева провели свой митинг в Зеленчукской и потребовали отмены результатов выборов, в противном случае угрожая созданием Черкесской АО в составе Ставропольского края.
В течение августа противоборствующие стороны ждали результатов повторного рассмотрения итогов выборов Верховным судом КЧР. В конце месяца республиканский суд вновь подтвердил результаты голосования 16 мая, а 30 августа Семёнов получил удостоверение главы КЧР.
В ответ на это 31 августа сторонники Дерева провозгласили создание Черкесской АО в составе Ставропольского края. В Черкесске собрался многочисленный митинг в его поддержку. В это время в Чечне уже шли масштабные военные действия, и накал ситуации был особо опасным.
31 августа в Москве состоялась встреча Семёнова с новым главой федерального правительства Владимиром Путиным. Путин добился от Семёнова обещания «не форсировать» вступление в должность руководителя КЧР и начать переговоры с Деревым об урегулировании ситуации.
7 сентября руководитель администрации президента Александр Волошин предложил Семёнову добровольно отказаться от поста главы республики и предоставить Президенту РФ возможность своим указом назначить руководителя республиканской администрации. Семёнов отверг данное предложение.
В начале сентября ситуация в Черкесске, где продолжались выступления сторонников Дерева и пикеты сторонников Семёнова, резко обострилась. 4-5 сентября произошло несколько столкновений, в ходе которых было ранено около десятка человек.
7 сентября представители избирательных штабов Семёнова и Дерева пришли к соглашению о прекращении митингов и других массовых акций в Черкесске. 11 сентября после настойчивых уговоров сторонники Дерева покинули центральную площадь Черкесска.
14 сентября Семёнов вступил в должность главы КЧР, что обозначало конец конфликта.